# Вулиця Фединця
Вулиця Фединця О. — вулиця в історичному центрі Ужгорода. Бере початок на перетині площі Корятовича, площі Жупанатської та вулиці Довженка, плавно переходячи у вулицю Підградську. 

## Назва
Вулиця названа на честь відомого закарпатського лікаря–хірурга Фединця Олександра (1897–1987). Завдяки своєму таланту Олександр Фединець отримав звання професора і кандидата наук навіть без кандидатської дисертації. Саме він намагався врятувати єпископа–мученика, згодом канонізованого Теодора Ромжу, знищеного НКВД. 23 роки О. Фединець очолював кафедру хірургії. 17 листопада 2014 р. біля нового хірургічного корпусу обласної клінічної лікарні ім. А. Новака в Ужгороді відкрили погруддя видатного закарпатського хірурга професора Олександра Фединця. Будинок, в якому проживав О. Фединець (вул. Фединця, 9) є пам’яткою історії місцевого значення Закарпатської області. Похований видатний хірург на історичному кладовищі Ужгорода — Кальварії, що знаходиться по вулиці Тихій в Ужгороді. Могила О. Фединця є пам’яткою історії.

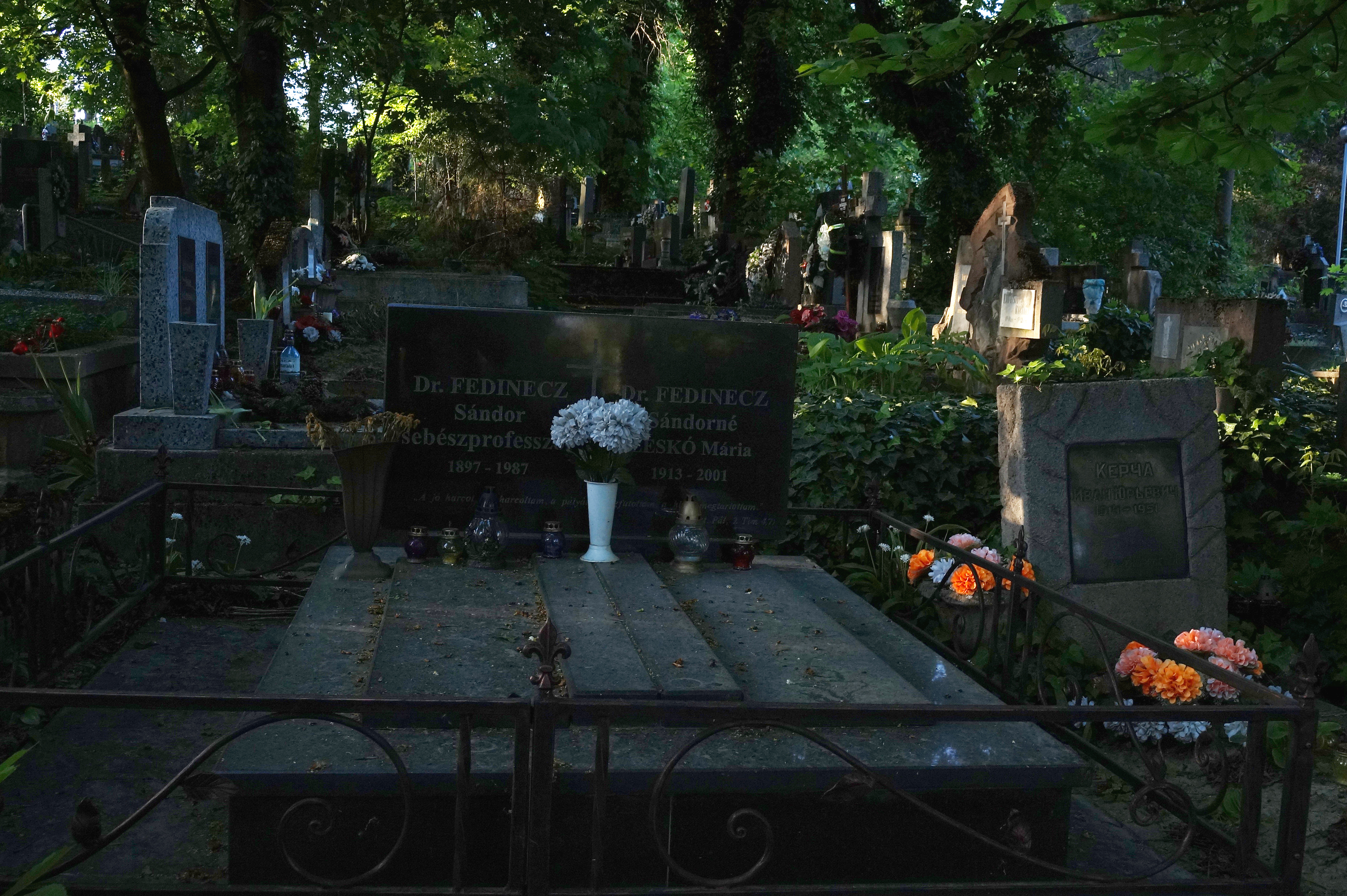
могила Фединця на Кальварії.

## Історія вулиці та району
У давнину від головної річки Уж відходив рукав — Малий Уж, який протікав через центр Ужгорода в районі вулиць Підградської та Фединця і впадав до Ужа біля сучасної площі Пушкіна. Між Великим і Малим Ужем утворювався острів, на якому стояв замок. Відомо також, що на цій річечці був водяний млин (залишки його ліквідували у 90-ті роки ХХ ст.), з борошна, яке тут мололи, ужгородці пекли свіжий хліб. Протягом 1920–1930 років, під час панування Чехословаччини на Закарпатті, тривала масштабна перебудова Ужгорода. У цей період було осушено велику болотисту місцевість та на її місці зведено Чеський район, який офіційно називають кварталом Галагов, Малий і Великий Галагов. Їх назви походять від слів, що позначають болотисту і вологу місцевість. У 1923 році стартували роботи з благоустрою набережної річки Уж. У 1936 році русло річки Малий Уж направили в трубу і засипали землею. Після війни це була тихенька ужгородська вулиця, де раз–два на рік проводилися ярмарки. Після шалених 90–х відгудів тут і базар.  
Теперішня вул. Фединця до 1992 р. називалася бульваром Визволення.  

## Архітектура та пам’ятники
- На перетині трьох вулиць, біля сходів на кам’яному парапеті примостився бронзовий міні Ференц Ліст. У січні 2017-ого Ференц Ліст "переїхав" з берега Ужа на берег Малого Ужа (на розі вулиць Жупанатської, Фединця та Довженка, відразу за рестораном «Антресоль»). Скульптура виконана відомим Закарпатським скульптором М. Колодко.
- Гірчичне зерно. Пасаж з’єднує вулицю Фединця і площу Корятовича. Провулок «Гірчичне зерно» виник зовсім недавно, у 2010 році і став відомим у місті осередком цікавостей. В основі ідеї було створення затишного місця відпочинку як для туристів, так і для місцевих мешканців. Окрім милих кав’ярень, сувенірних магазинчиків, тут проводяться фотовиставки, є своя колекція кавових експонатів, справжній залізний трон, пам’ятник малому Ужу, сонячний годинник та навіть власний вартовий, який роздає дітям цукерки. В кінці пасажу 7 лютого 2015 року на фонарному стовпі встановлено міні–пам’ятник річці Малий Уж у вигляді двох рибин, яка з 1936 року протікає тепер під землею по вулиці Фединця. Скульптурна композиція  із нержавіючої сталі, кована, бо в Ужгороді скульптура була на той час розвинена не надто добре. Дві риби на жердині символізують Великий та Малий Уж, а їхня срібляста луска – це блискучі річкові хвилі. Та не пройдіть мимо першого і поки єдиного в області горизонтального сонячного годинника, який у вас під ногами. Він виконаний в стилі "7 чудес Закарпаття", оскільки годинникові вказівники позначені назвами–перлинами краю. Так, людина, стаючи в сліди на кришці люка, виконує функцію гномона. Тінь від сонця, падаючи на той чи інший вказівник, показує годину. Годинник розмістився перед входом до провулку «Гірчичне зерно» поруч з "Двома рибинами". Встановлення годинника приурочили до 7 річниці з дня відкриття провулку (15.09.2017 р.), який команда справжніх ентузіастів звела з нуля на місці занедбаних дворів.
- Сьогоднішній хімічний факультут Ужгородського національного університету (колишній центральний корпус УжДУ) (вул. Фединця, № 53) був побудований ще у 1891–1895 рр. Спочатку тут знаходилася королівська католицька гімназія ім. Яноша та Юрія Другетів, а головний корпус було споруджено в стилі італійського ренесансу з барельєфами 1895 року. Офіційне відкриття відбулося за рік. Будівля гімназії знаходилася на березі русла Малого Ужа, що був засипаний під час будівництва дериваційного каналу і гідроелектростанцій на ньому в 20–30 роках ХХ ст. У розпорядження університету споруда надійшла в 40–х роках ХХ століття. У Палісаднику хімфаку, який є парком-пам'яткою садово-паркового мистецтва місцевого значення в Україні, у 1994 році вхід до університету було прикрашено відновленим пам’ятним бюстом угорського поета Габора Дойка (1768–1796), котрий читав лекції студентам, тяжко захворів і несподівано швидко помер. Бюст знаходився тут в 1909–1945 рр. У 1945 р, коли будівлю гімназії передали УжДУ, бюст поета зняли, а на його місці встановили бюст В. Леніна. Скульптуру передали у Закарпатський краєзнавчий музей. І тільки у 1994 р пам’ятник відреставрували і повернули на місце. Скульптуру виготовив ужгородський художник Едмунд Самовольский. Спочатку було задумано відлити бюст з бронзи, але Державна художня рада, яка затверджувала проект, запропонувала каррарський (Італія) мармур. Нині будівля Хімічного факультету УжНУ переживає не кращі часи — вона давно не реставрувалася й частково руйнується.
- Партер на пл. Корятовича–вул. Фединця.
- Сквер біля автовокзалу Ужгород-2.
- Пам’ятники кавоману та кавовій чашці перед кав’ярнею "Старе місто, вул. Фединця, 36. Ужгородці кажуть, що "все починається з кави – ранок, справи, кохання...". Кований дядько в капелюсі з тростиною неспішно і посміхаючись напевно вам п’є ранкову каву.

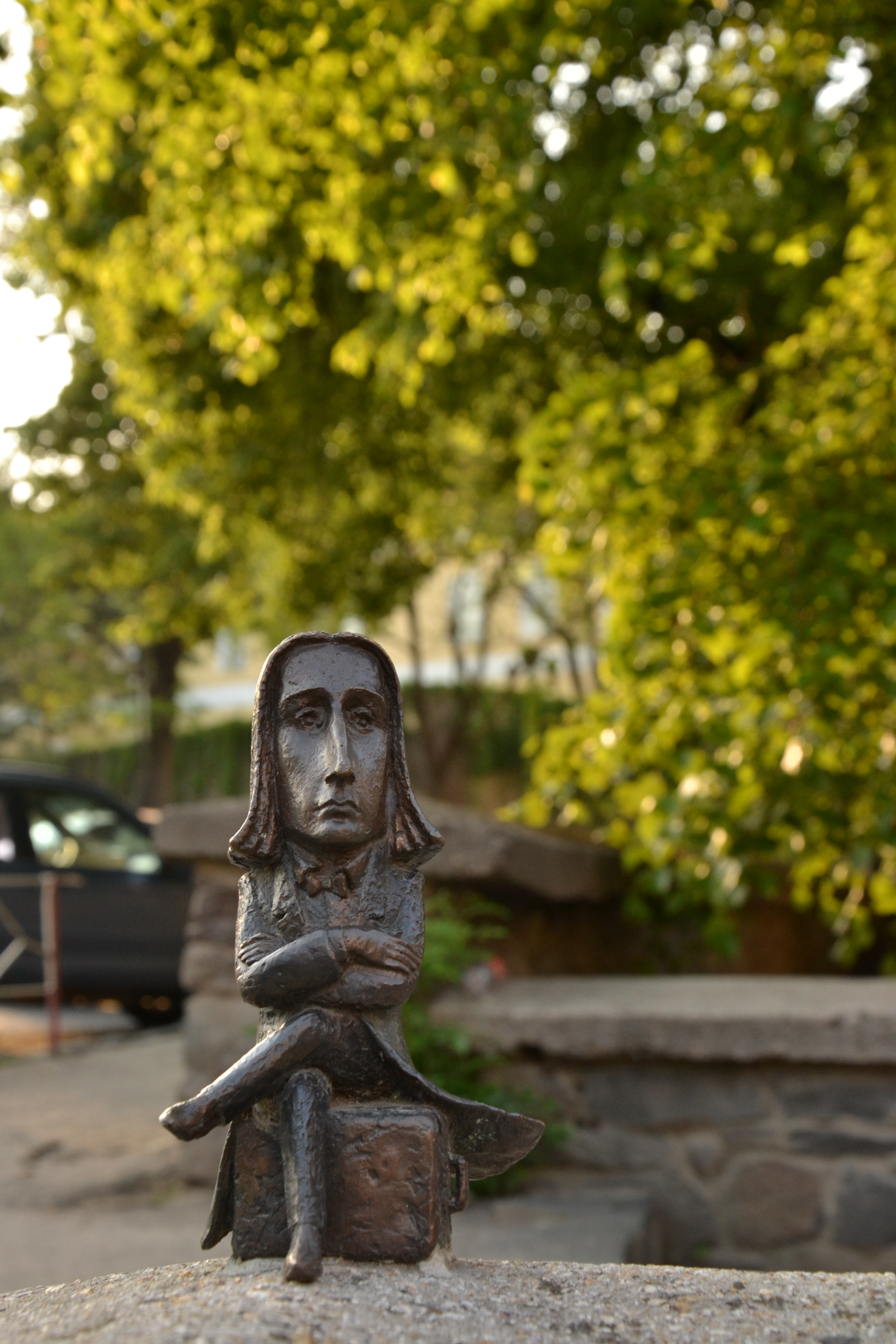
міні-скульптура "Ференц Ліст", на початку вул. Фединця, біля сходів.
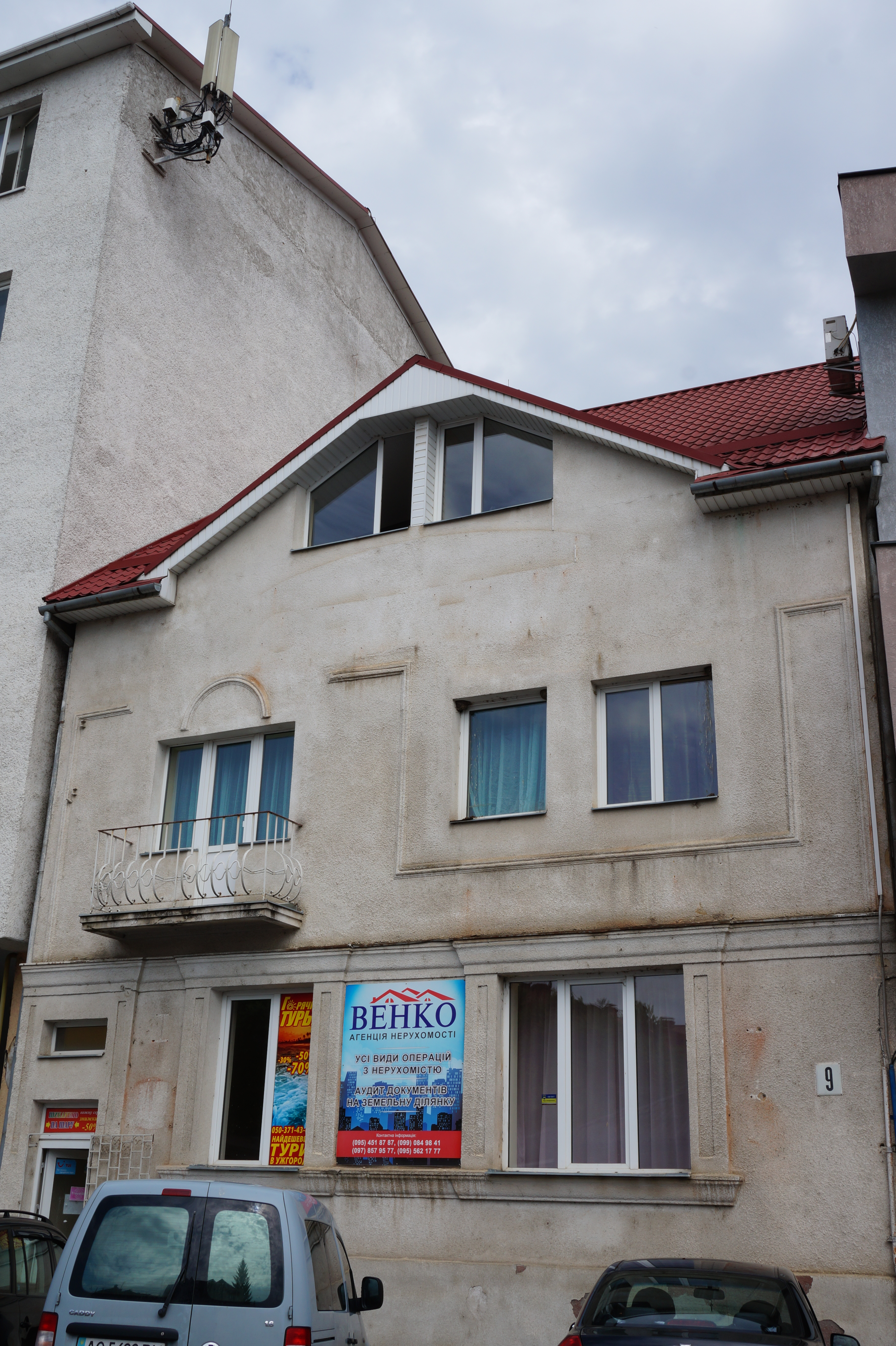
Вул. Фединця, 9
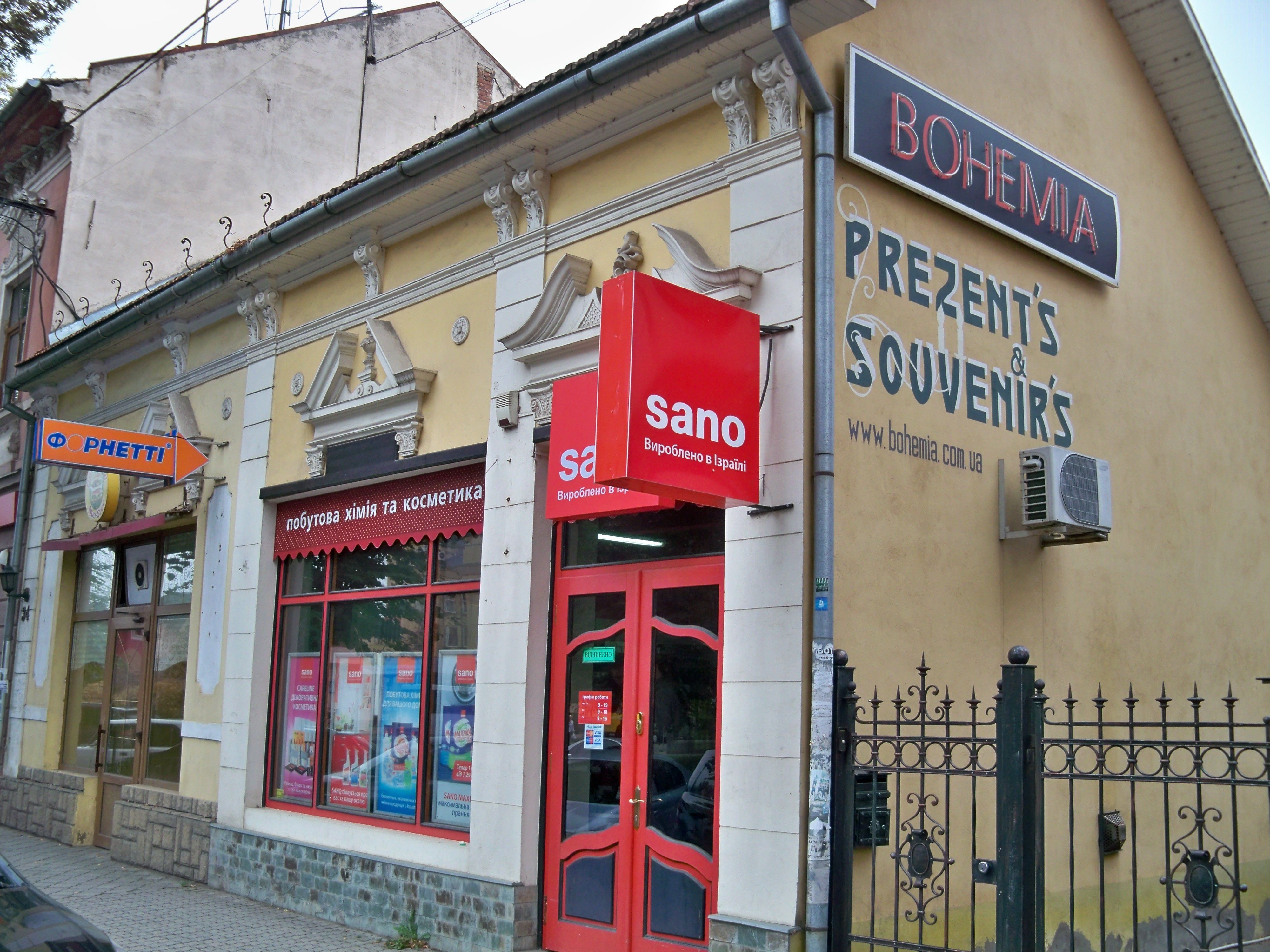
Вул. Фединця, 34
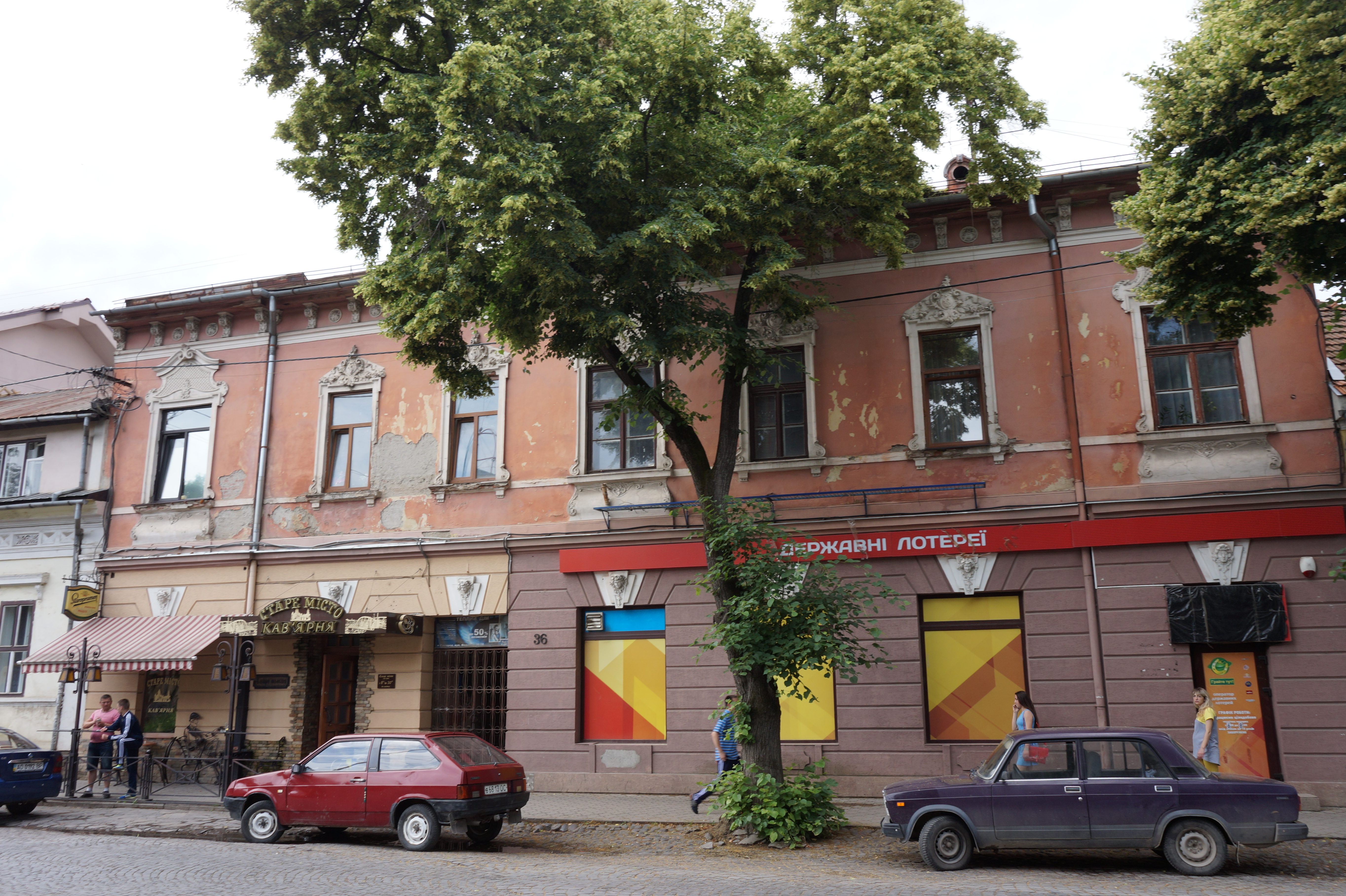
Вул. Фединця, 36